# Новая Кочулия
Новая Кочулия (рум. Cociulia Nouă, Кочулия Ноуэ) — село в Леовском районе Молдавии. Наряду с сёлами Бэюш и Хыртоп входит в состав коммуны Бэюш.

## География
Село расположено на высоте 142 метров над уровнем моря.

## Население
По данным переписи населения 2004 года, в селе Новая Кочулия проживает 219 человек (108 мужчин, 111 женщина).
Этнический состав села:
| Национальность | Число жителей | Процентный состав |
| -------------- | ------------- | ----------------- |
| молдаване      | 214           | 97.72             |
| русские        | 3             | 1.37              |
| украинцы       | 1             | 0.46              |
| гагаузы        | 1             | 0.46              |
| Всего          | 219           | 100%              |